# Lupita D’Alessio

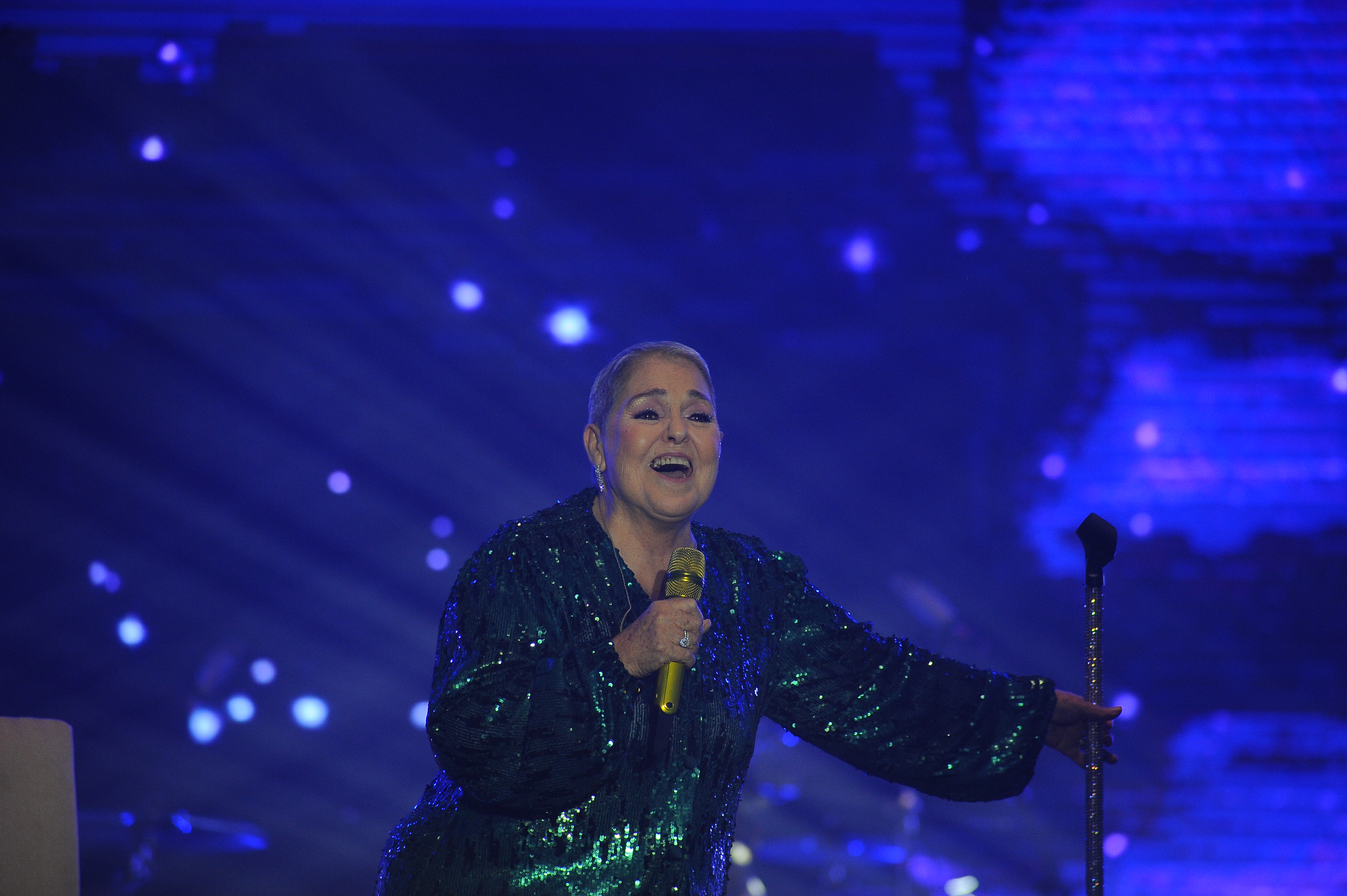
Lupita D'Alessio im Jahr 2025.

Lupita D’Alessio (María Guadalupe Contreras Ramos; * 10. März 1954 in Tijuana), bekannt als La Leona Dormida, ist eine mexikanische Sängerin und Schauspielerin.
D’Alessio begann ihre Laufbahn in der Musikshow La Familia D’Alessio ihres Vaters Poncho D’Alessio im Fernsehsender von Tijuana. Sie ging dann nach Mexiko-Stadt und nahm dort die Single Mi Corazón es un Gitano auf. Den gleichen Song sang sie in der Telenovela Mundo de juguete im Fernsehen. In den 1970er und 1980er Jahren übernahm sie dann Rollen in Serien wie Ana de Aire, und sie sang den Titelsong der Telenovela Pacto de Amor, in der sie ebenfalls als Schauspielerin auftrat.
1980 hatte sie neben Erika Buenfil und Susana Dosamantes eine Hauptrolle in Ernesto Alonsos Aprendo a Amar und sang dort wiederum den Titelsong A Mi. 1986 spielte sie neben Juan Ferrera die Rolle der Lupita Montero in dem Film Mentiras, zu dessen Soundtrack sie mehrere Songs – darunter Mudanzas – beitrug. Im Folgejahr war sie die Partnerin von Fernando Allende in der Telenovela Tiempo de Amar. 1989 folgte als ihr letztes Fernsehprojekt Lo Blanco y lo Negro.
Die Produktion der Telenovela Inocentes o Culpables verließ D’Alessio 2000 bereits nach einem Monat. 2002 hatte sie einen Gastauftritt in der Sitcom La Jaula mit Cesar Bono, Carlos Eduardo Rico und Sheyla Tadeo. 2011 wirkte sie an einigen Episoden der Serie Parodiando mit. Für ihre Leistungen als Schauspielerin und Sängerin wurde sie in den Paseo de las Luminarias in Mexiko-Stadt aufgenommen. 